# Calidris pugnax
Calidris pugnax Linnaeus, 1758, (anteriormente Philomachus pugnax), conhecido pelo nome comum de combatente', é uma espécie de ave limícola caradriforme da família Scolopacidae. A espécie tem como habitat típico as zonas húmidas de águas pouco profundas e com vegetação rasteira, onde se alimenta de insectos, vermes e sementes. Tem uma ampla distribuição natural que abarca a Eurásia e a África, ocorrendo como divagante na América do Norte e na Austrália. A espécie é monotípica, não sendo reconhecidas subespécies.

## Descrição
Contrariamente aos outros membros da sua família, apresenta um dimorfismo sexual muito acentuado. O macho mede cerca de 28 cm de comprimento, enquanto que a fêmea tem apenas 22 cm.
No período reprodutivo os machos exibem grandes golas de penas e penachos auriculares, que variam individualmente na cor e padrão. Os machos exibem-se, competindo uns com os outros numa área de terreno plano, para impressionar as fêmeas. Após o acasalamento, as fêmeas cuidam isoladamente do ninho.
Nidifica em diversos países da Europa central e inverna sobretudo em África, mas alguns indivíduos passam o Inverno na Europa. Frequenta sobretudo zonas alagadas, como lagoas, arrozais e terrenos encharcados.
Em Portugal é mais comum na passagem migratória, mas também se observa nos meses de Inverno.

## Galeria

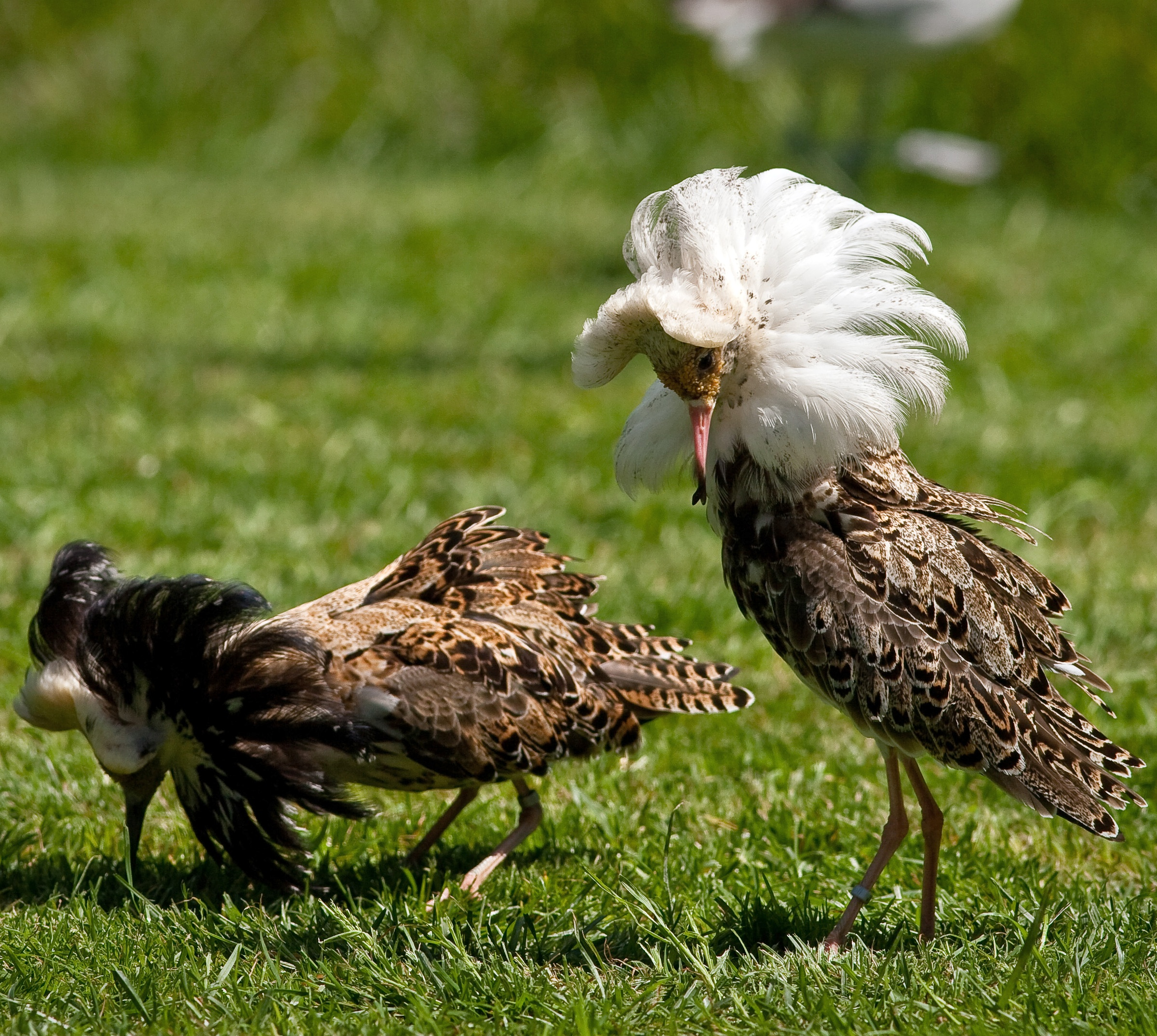
Cortejo.
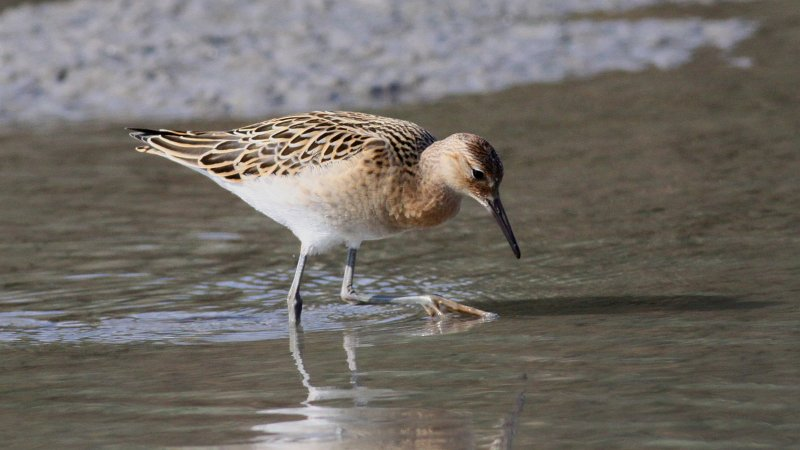
Pescando.
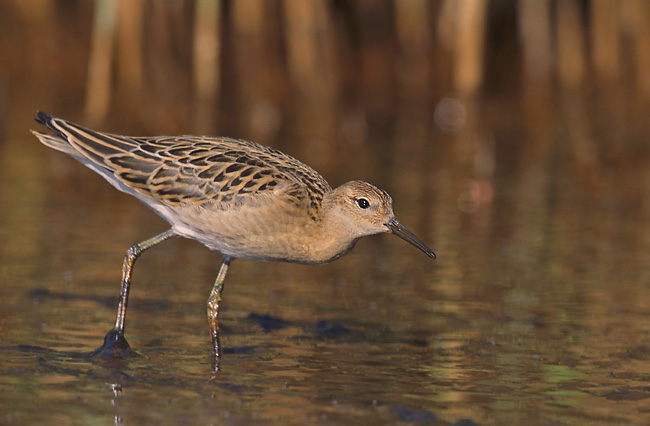
Juvenil.
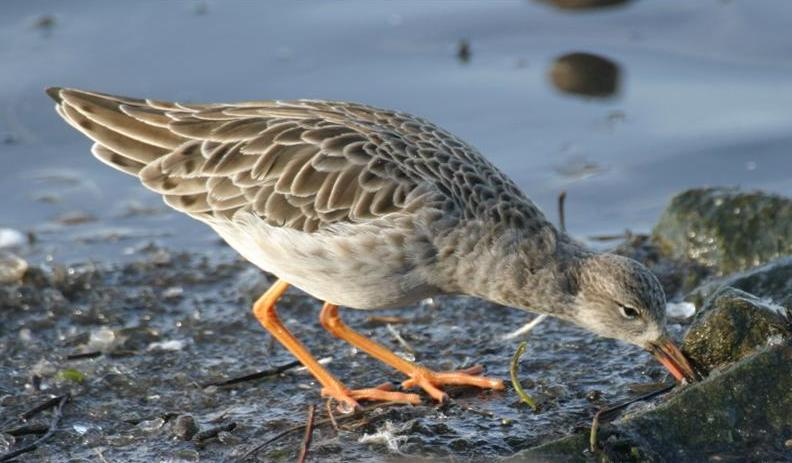
Adulto em plumagem de inverno.
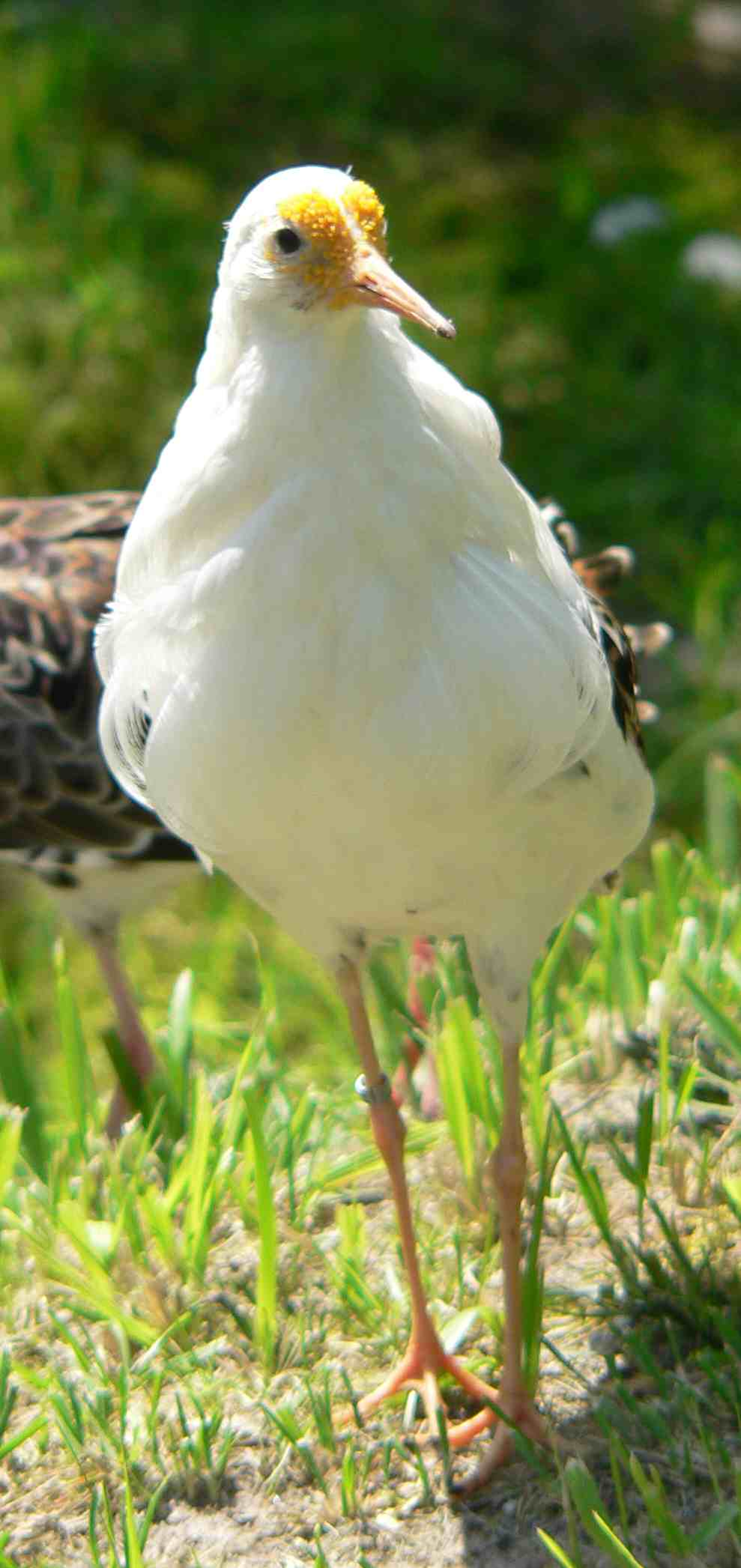
Leucismo num macho satélite.
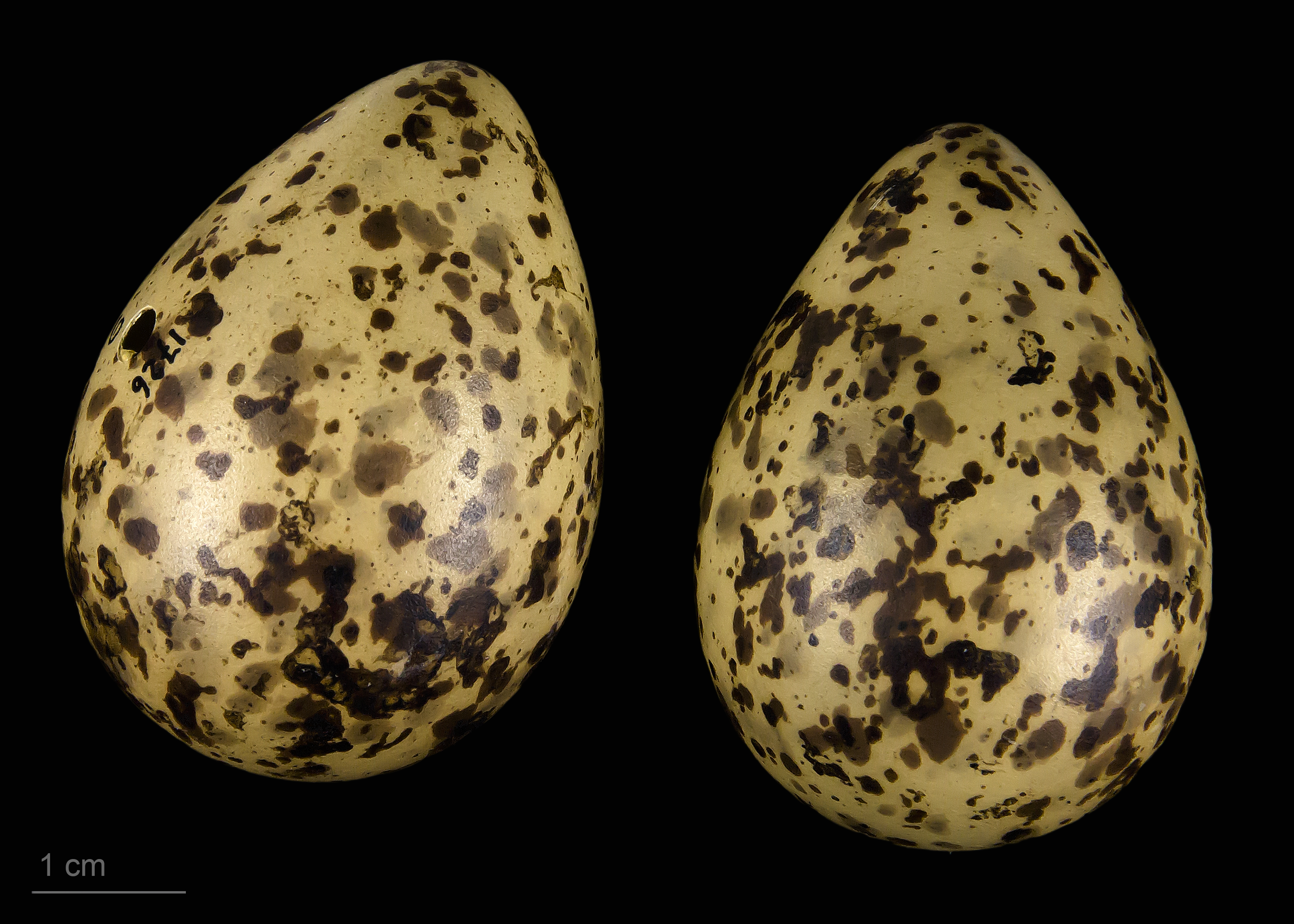
Calidris pugnax pugnax - MHNT
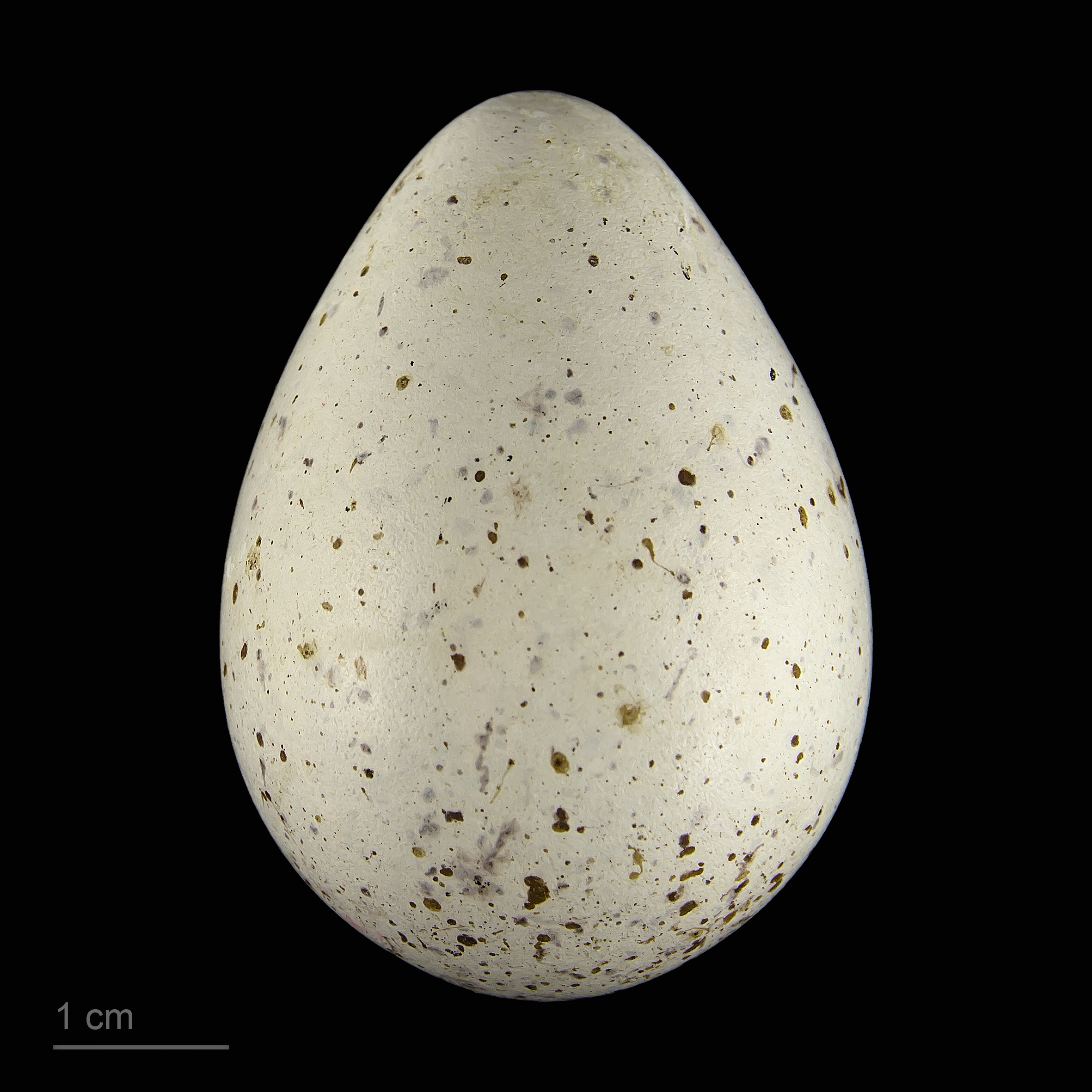
Calidris pugnax - MHNT